# Фелікс Антоній Лось
Фелікс Антоній Лось (пол. Feliks Antoni Łoś 1737 — 27 травня 1804, Нароль) — державний діяч Речі Посполитої, генерал коронних військ, поморський воєвода (1779–1790), староста вишенський і скаршевський, бібліофіл і колекціонер.

## Життєпис
Представник польського шляхетського роду Лось герба «Домброва». Старший син червоногродського хорунжого, каштеляна кам'янецького і львівського Людвіка Міхала Лося (1690–1758) і Гелени Скарбек (1710–1764). Молодший брат — староста бережанський Йоахим Даніель.

### Кар'єра
У молодості Фелікс Антоній Лось подорожував закордоном. Після повернення додому був старостою вишенським і скаршевським. У 1764 обраний послом (депутатом) від Перемишльської землі на Елекційний сейм, де підтримав кандидатуру Станіслава Августа Понятовського на польський королівський трон, завдяки чому увійшов до списку сановників і осіб, що належали до оточення короля. У тому ж 1764 обраний послом від Жидачівського повіту на коронаційний сейм.
У 1768 на сеймі протестував проти арешту і висилки низки польських сенаторів до Калуги. У 1788 увійшов до складу конфедерації Чотирирічного сейму (1788–1792). 4 вересня 1792 у Варшаві присягнув на вірність Торговицькій конфедерації.
Нагороджений орденами святого Станіслава (1770) і Білого орла (1779).

### Родина і діти
17 лютого 1765 у Варшаві одружився з Марією Урсулою Мощенською (бл. 1750–1798), донькою воєводи іновроцлавського Анджея Мощенського (1717–1783) і Ельжбети Урсули Пшебендовської (1730 — до 1790). Шлюб був бездітним.
У 1776–1781 Фелікс Антоній Лось побудував у Наролі палац, який став одним з найкрасивіших резиденцій у Польщі. Ця місцевість належала роду Лосів з 1753 до 1876.
23 липня 1780 р. він став власником землі та двору у Судовій Вишні, яку придбав за 57 300 золотих. Вона перебувала в його власності до 6 березня 1802 року.
Після смерті бездітного Фелікса Лося його маєток успадкував Маврицій Лось.